# Cerdistus elicitus
Cerdistus elicitus är en tvåvingeart som först beskrevs av Walker 1851.  Cerdistus elicitus ingår i släktet Cerdistus och familjen rovflugor. Inga underarter finns listade i Catalogue of Life.